# Солнечное затмение 14 ноября 2031 года
Солнечное затмение 14 ноября 2031 года — солнечное затмение 143 сароса, которое можно будет увидеть в Панаме, на Юге США, в Тихом Океане и в Центральной Америке.
Максимальная фаза затмения составит 1,0106 и достигнет своего максимума в 21:07:31 UTC. Максимальная длительность полной фазы — 1 минуты и 8 секунд, а лунная тень на земной поверхности достигнет ширины 38 км. Следующее затмение данного сароса произойдёт 25 ноября 2049 года.
Предыдущее солнечное затмение произойдёт 21 мая 2031 года, а следующее — 9 мая 2032 года.